# Nasar
Nasar (en grec : Νάσαρ), dont le premier nom fut Basile (en grec: Βασίλειος),, fut un chef militaire byzantin important au cours des conflits arabo-byzantins de la deuxième moitié du IXe siècle.
Peu de choses sont connues sur sa famille. Son père, Christophe, siégea en tant que magistrat au sein d'un tribunal. Nicétas eut aussi un frère du nom de Barsanès. Sous l'empereur Michel III, il fut nommé stratēgos du thème de Bucellarian, l'un des plus larges et des plus importants thèmes de l'Empire byzantin. Avec cette charge, il participa avec la patricien Pétronas à la bataille de Lalakaon en 863 lors de laquelle les Byzantins infligèrent une défaite écrasante à Umar, l'émir de Mélitène. Lors de leur retour à Constantinople, les deux généraux célébrèrent leur triomphe à l'hippodrome.
En 879 ou 880, Nasar remplaça Nicétas Oryphas en tant que drongaire de la flotte impériale et fut envoyé par l'empereur Basile Ier contre la flotte tunisienne qui perpétrait des raids contre les îles Ioniennes. Sa flotte comptait 140 navires selon les sources arabes mais seulement 45 selon les sources byzantines. Une mutinerie des rameurs le força à stopper sa route un moment à Méthone. La discipline y fut restaurée et Nasar réussit à obtenir une victoire significative lors d'une bataille nocturne sur les Sarrasins. Ensuite, il fit un raid en Sicile, capturant plusieurs navires arabes lors de la bataille navale de Stelai et ramenant un butin et des marchandises importantes. Le prix de l'huile d'olive aurait alors chuté brusquement dans les marchés de Constantinople après le retour de Nasar et de son butin. Il est ensuite allé soutenir les opérations terrestres menées par les généraux byzantins Prokopios et Léon Apostyppès dans le Sud de l'Italie avant de défaire une autre flotte musulmane à Punta Stillo. À la même période, une autre escadre byzantine remporte une victoire significative à Naples. Ces victoires sont cruciales dans la restauration du contrôle byzantin sur le sud de l'Italie (le futur catépanat d'Italie). Cette restauration compensant dans une certaine mesure la perte de la Sicile à la suite de la chute de Syracuse en 878,